# انتقام (فیلم ۲۰۱۵)
انتقام (به انگلیسی: Vendetta) یک فیلم اکشن شورشی به کارگردانی خواهران ساسکا و با بازی دین کاین، بیگ شو و مایکل اکلند است. این فیلم در یک انتشار محدود و به صورت فیلم هنگام درخواست در ۱۲ ژوئن ۲۰۱۵ منتشر شد.

## داستان
وقتی همسرش توسط مجرمی که او را کنار گذاشته‌است به قتل می‌رسد، میسون، کارآگاه سخت بینی، عمداً دستگیر می‌شود تا انتقام بگیرد. درحالی که میسون یک کار جدید جنایی را کشف کرد که افراد برای حفاظت از کسانی که پشت آن هستند، دست به قتل می‌زنند.

## بازیگران
- رادین کاین به عنوان میسون دنورز
- مایکل اکلوند به عنوان واردن اسنایدر
- کیرا زاگورسکی به عنوان ژاکلین دنورز
- بن هالینگزورث به عنوان جوئل گاینر
- بیگ شو به عنوان ویکتور ابوت
- الکس پاونوویچ به عنوان گریفین
- آدریان هولمز به عنوان درکسل
- جاناتان واکر به عنوان لستر
- خوان ریدینگر به عنوان بوکر
- اوروس سرتیک به عنوان مارکو
- متیو مک کال به عنوان بن
- پل آنتونی به عنوان بابا مک

## تولید
انتقام در کوکیتلام، بریتیش کلمبیا، کانادا فیلمبرداری شد.

## انتشار
انتقام یک نسخه نمایش محدود دریافت کرد. این فیلم در تاریخ ۱۲ ژوئن ۲۰۱۵ به سینما و فیلم بر روی تقاضا منتشر شد.

## بازخورد
هالیوود ریپورتر این فیلم را «نوعی اکشن خشونت آمیز درجه ۲ توصیف می‌کند که باعث می‌شود هنگام تماشای آن، سطح تستوسترون افزایش یابد» توصیف کرد.